# Pierre Eyt
Pierre-Étienne-Louis Eyt, né à Laruns dans les Pyrénées-Atlantiques le 4 juin 1934 et mort à Bordeaux le 11 juin 2001, est un cardinal français, archevêque de Bordeaux de 1989 à sa mort.

## Biographie

### Prêtre
Pierre Eyt est ordonné prêtre à Bayonne le 29 juin 1961, après des études de droit à Pau, puis aux séminaires de Bayonne et de Toulouse et après avoir dû suspendre ses études de 1956 à 1959 pour faire son service militaire comme sous-lieutenant en Algérie. 
En 1963, il est chapelain de l'église Saint-Louis-des-Français de Rome, étudiant à l'université pontificale grégorienne de Rome où il obtient un doctorat en théologie et chercheur à la bibliothèque apostolique vaticane. 
Il devient recteur de l’Institut catholique de Toulouse en 1975, puis recteur de l'Institut catholique de Paris en 1981. En 1980, il est membre de la commission théologique internationale.

### Évêque
Nommé archevêque coadjuteur de Bordeaux le 7 juin 1986, il est consacré le 28 septembre suivant par Marius Maziers. Il devient archevêque titulaire de ce diocèse le 31 mai 1989. Comme ses prédécesseurs, il porte le titre d'archevêque de Bordeaux et évêque de Bazas.
Il initie dans le diocèse de Bordeaux une démarche synodale qui se déroulera de Pâques 1990 (annonce du synode) jusqu'à Pentecôte 1993. Après la phase de l'enquête synodale, conduite de novembre 1990 à mars 1991, la seconde phase fut celle des équipes synodales (décembre 1991 - juin 1992). La troisième phase fut celle des assemblées synodales réunissant 470 personnes, en novembre 1992 et mai 1993. Le synode diocésain trouva sa conclusion dans la publication des actes synodaux publiés le 28 septembre 1993.  
À partir de 1994, Eyt préside la commission doctrinale de la Conférence des évêques de France.

### Cardinal
Il est créé cardinal par Jean-Paul II au consistoire du 26 novembre 1994 avec le titre de cardinal-prêtre de la Trinité des Monts. 
Au sein de la Curie romaine, il a été membre de la Congrégation pour l'éducation catholique et de la Congrégation pour la doctrine de la foi.

### Décès
Il meurt le 11 juin 2001 des suites d'un cancer,. Ses obsèques sont célébrées dans la cathédrale Saint-André de Bordeaux. Il est inhumé dans son village natal de Laruns.

## Distinctions
- Chevalier de la Légion d'honneur en 1995
- Chevalier de l'ordre des Palmes académiques en 1981
- Croix d'officier de l'ordre du Mérite en 1979

## Publications
- Pierre Eyt, Je crois en Dieu, Desclée de Brouwer, 1985
- Pierre Eyt, L'avenir de l'homme, Desclée de Brouwer, 1986